# 约翰·西曼
约翰·奥康奈尔·西曼（英語：John O'Connell Siman，1952年10月7日—），美国前男子水球运动员。他曾代表美国国家队参加1984年夏季奥林匹克运动会水球比赛，获得一枚银牌。